# Marpissa milleri
Marpissa milleri är en spindelart som först beskrevs av Peckham, Peckham 1894.  Marpissa milleri ingår i släktet Marpissa och familjen hoppspindlar. Inga underarter finns listade i Catalogue of Life.